# Dilkea lecta
Dilkea lecta är en passionsblomsväxtart som beskrevs av Feuillet. Dilkea lecta ingår i släktet Dilkea och familjen passionsblomsväxter. Inga underarter finns listade i Catalogue of Life.